# Kaosenlared
Kaosenlared es un medio alternativo de información perteneciente al ámbito de la izquierda anticapitalista que se publica sólo en Internet. Se encuentra gestionado por el Colectivo Kaos en la Red, el cual se encuentra constituido como una asociación cultural con domicilio legal en Tarrasa, Barcelona.

## Historia
El origen de Kaosenlared es la emisora de radio libre Radio Kaos, creada en 1987 en Tarrasa. Inicialmente se encontraba en los locales del centro cívico de Ca n'Anglada (histórico barrio de la lucha antifranquista de Tarrasa). La oposición del ayuntamiento a su continuidad en dichos locales llevó, tras años de enfrentamientos, a la cesión de un local específico para las actividades de Radio Kaos y otras entidades juveniles.
En 2001, los activistas que habían llevado el proyecto radiofónico hasta entonces decidieron dar el salto a Internet. Kaosenlared.net empezó su publicación en julio de 2001, con el propósito de convertirse en un referente en la difusión de las informaciones y opiniones de los movimientos sociales de carácter socialista, anarquista, ecologista y de la izquierda anticapitalista en general, al lado de otros medios informativos de izquierda anticapitalista, a los que se considera próximo (Rebelión, La Haine, Indymedia, nodo50, etc.). 
Según sus propias manifestaciones, en junio de 2010 recibían una media de 32.000 visitas diarias.

## Organización y funcionamiento
Las noticias y opiniones que se publican en este medio son seleccionadas por los miembros del "colectivo Kaosenlared" atendiendo a su carácter anticapitalista y con una vocación de contrainformación. Proporcionan también un espacio de libre publicación.

## Fundamentos básicos
Kaos en la red declaran como principios básicos:
- "Carácter no profesional".
- "Funcionamiento autogestionado".
- "Autonomía e independencia". Declaran encontrarse al margen de "cualquier grupo de presión político o económico".
- "Espíritu crítico y amplitud de miras".

## Licencia
Kaosenlared publica sus contenidos bajo la licencia Creative Commons CC-BY.